# Gamzigrad
Gamzigrad  (la latina Felix Romuliana) (in serbo: Гамзиград) è una città della Serbia situata a sud del Danubio, nei pressi di Zaječar, costruita dall'imperatore Galerius. Dal 2007 il palazzo di Galerio, simbolo della città, è stato inserito dall'UNESCO tra i Patrimoni dell'umanità. Gli abitanti del villaggio sono valacchi (parlano arumeno).

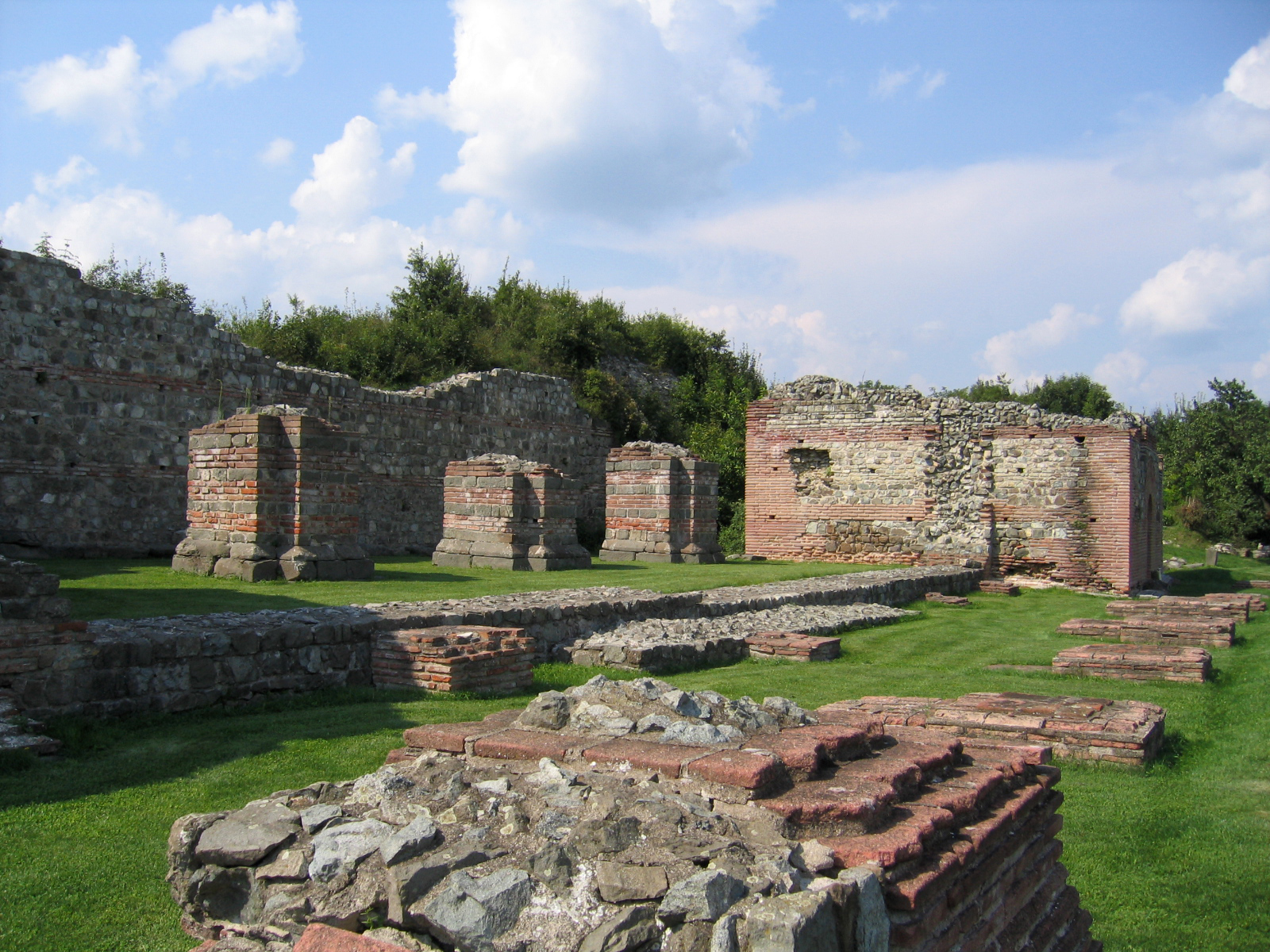
Il portale d'ingresso.

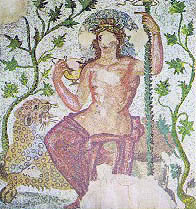
Mosaico del dio greco Dionysus.

## Storia
Nei pressi dei bagni termali di Gamzigrad si trovano le rovine, risalenti al tardo Impero romano che compongono il complesso di Felix Romuliana, uno dei più importanti siti europei dell'epoca della tetrarchia di Diocleziano. 
I primi esploratori credevano che le vecchie rovine fossero un campo militare romano, a causa delle dimensioni delle numerose torri che compongono la cinta muraria. Altri scavi fatti a partire dal 1953 dimostrarono che fu, in effetti, un palazzo imperiale. Venne creato da uno dei tetrarchi, Galerio, figlio adottivo e genero di Diocleziano. Galerio fece iniziare i lavori nel 298, dopo la vittoria sui Parti che gli valse ammirazione e gloria, per segnalare il suo luogo di nascita. Prese il nome di Felix Romuliana in memoria della madre di Galerio, Romula, sacerdotessa pagana. Questo complesso di templi e palazzi divenne luogo di culto della madre nonché villa lussuosa in cui Galerio visse gli ultimi anni della sua vita. 
Romuliana rimase abitata e svolse il suo compito finché non venne saccheggiata dagli Unni a metà del V secolo. In seguito divenne un insediamento di coloni e artigiani ed infine venne abbandonato, all'inizio del VII secolo, con l'arrivo degli Slavi.
Gli scavi nella fortezza hanno portato alla luce i resti di un palazzo con mosaici, colonne, fregi, bagni. Le porte cittadine impressionanti, le torri e il perimetro murato testimoniano che il Palazzo-città era predisposto per resistere ad un eventuale assedio. Tra le importanti scoperte si possono citare la testa-ritratto di Galerio incoronato, in porfido egiziano e monete che permettono di datare il complesso. Durante la trentunesima sessione del Comitato dei patrimoni dell'umanità a Christchurch, Nuova Zelanda, tra il 23 giugno ed il 2 luglio, il palazzo di Galerio venne inserito tra i siti protetti dall'UNESCO.

## Galleria d'immagini

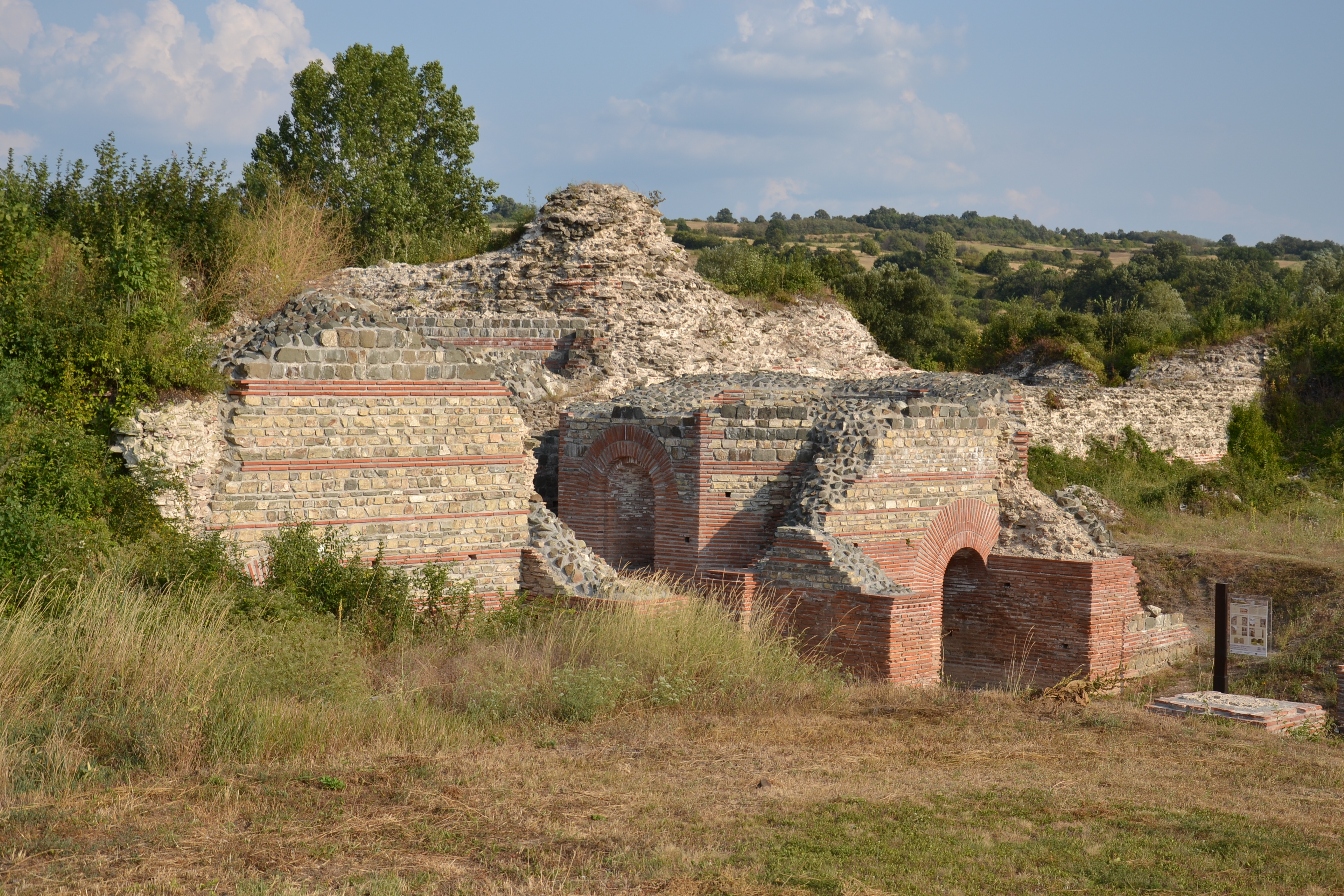
Rovine della porta orientale
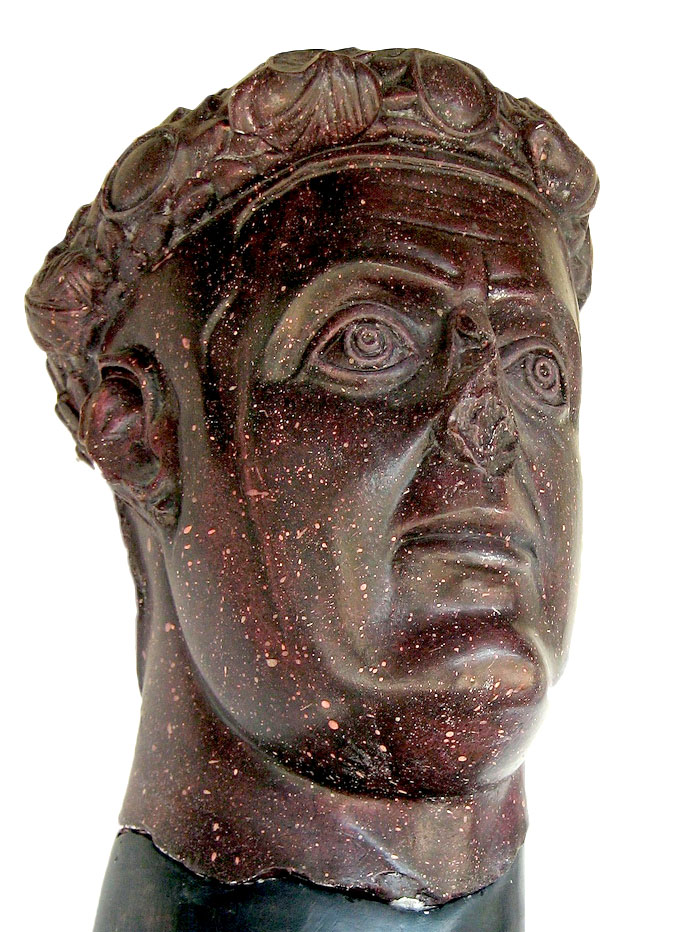
Testa di Galerio, ritrovata nel sito
Planimetria
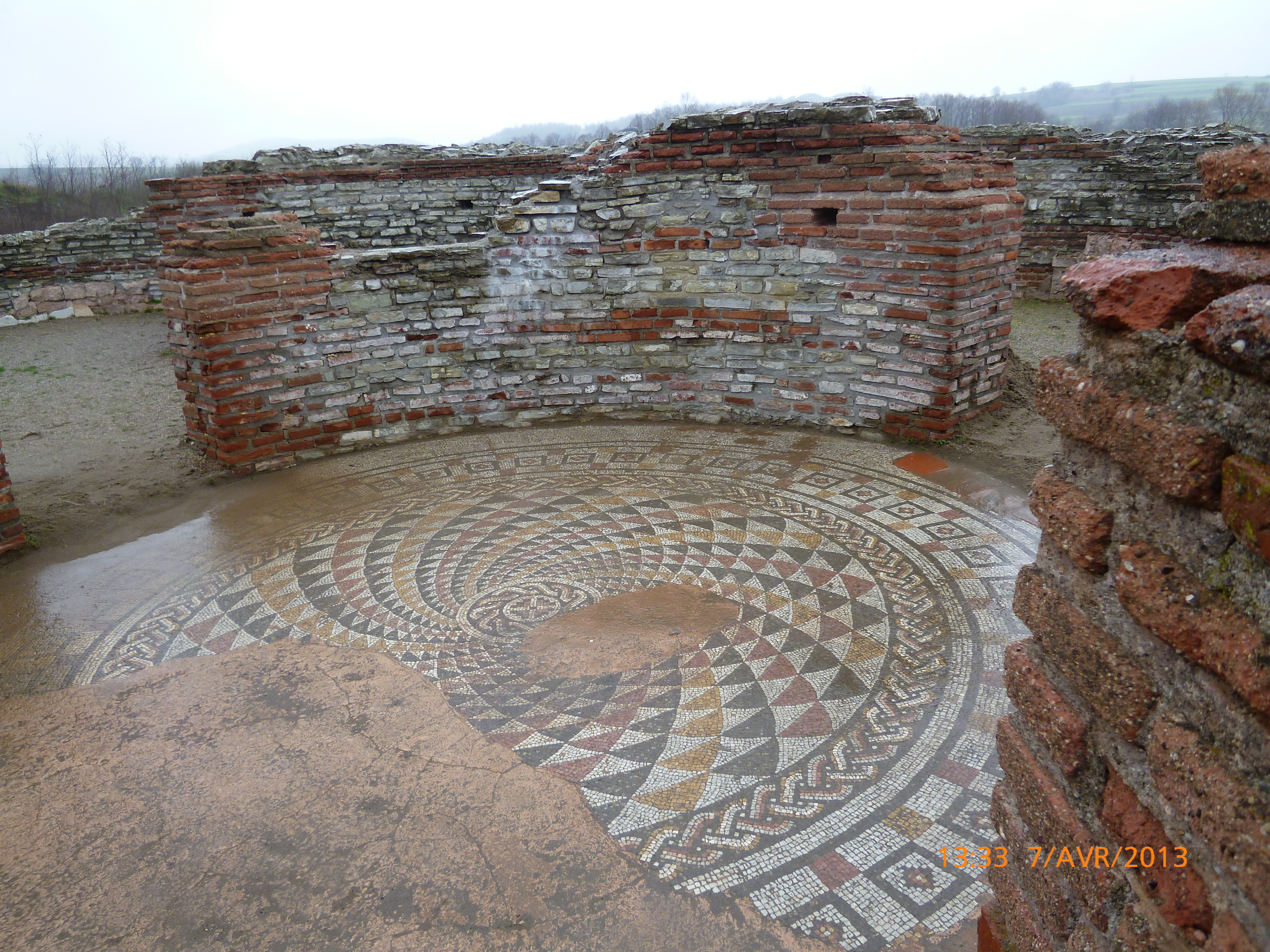
Rovine del palazzo con mosaico del pavimento
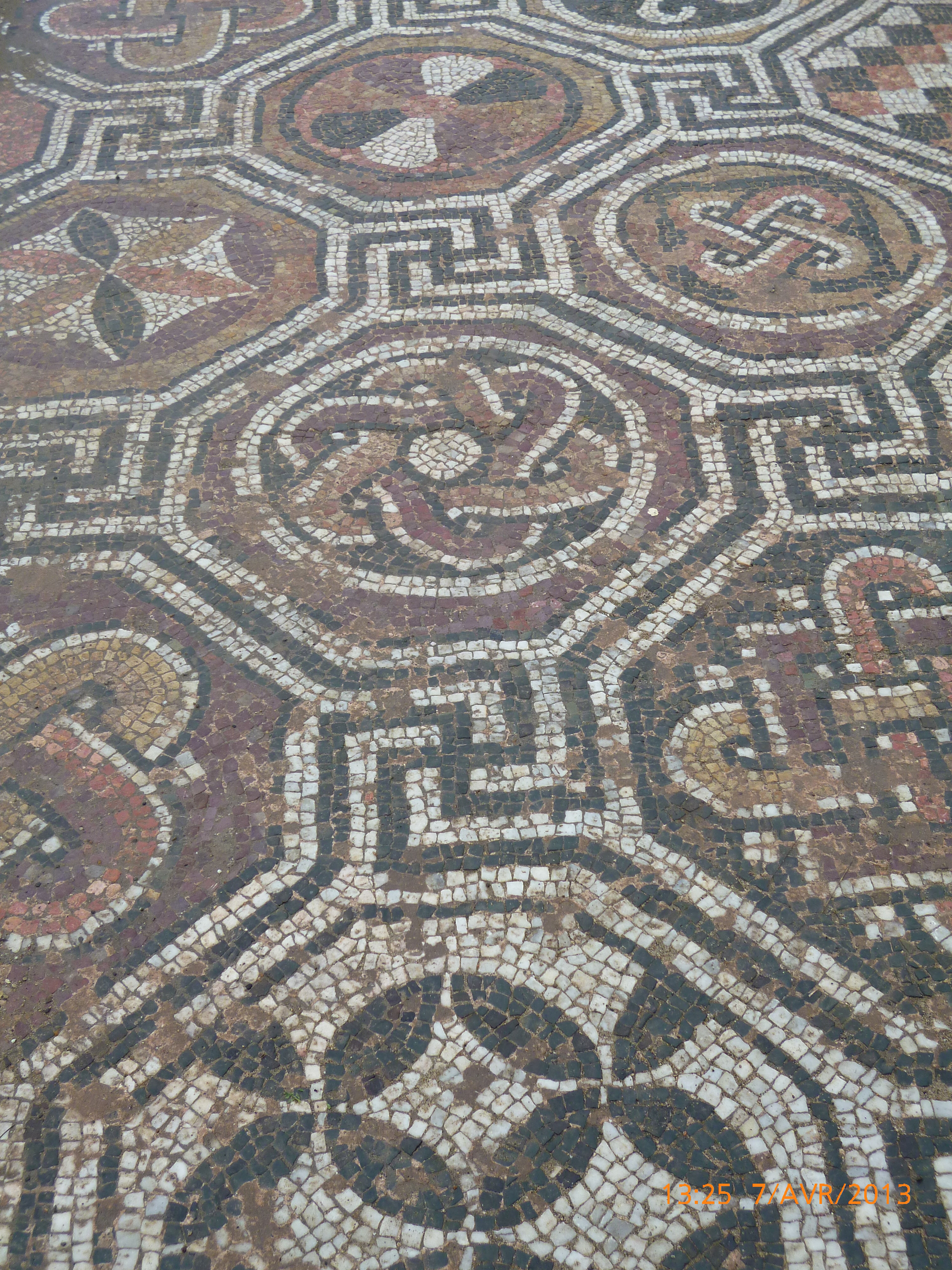
Dettaglio di mosaico